# اكتشاف اللاوعي
اكتشاف اللاوعي: تاريخ وتطور الطب النفسي الديناميكي (بالإنجليزية: The Discovery of the Unconscious: The History and Evolution of Dynamic Psychiatry)‏ هو كتابٌ صدر عام 1970 عن تاريخ الطب النفسي الديناميكي للمؤرخ الطبي السويسري هنري إف إيلينبرغر، حيث يناقش المؤلف شخصيات مثل فرانز أنطون ميسمر وسيغموند فرويد وبيير جانيت وألفريد أدلر وكارل يونج. نُشر الكتاب لأول مرة في الولايات المتحدة بواسطة بيسك بوكس. أصبح العمل كلاسيكيًا، وقد نُسب إليه الفضل في تصحيح التقديرات القديمة لمستوى أصالة عمل فرويد وتشجيع العلماء على التشكيك في الصلاحية العلمية للتحليل النفسي. شكك النقاد في مصداقية بعض أحكام إلينبرجر [تفتقر إلى الاقتباس].

## ملخص
يقدم إلينبرجر تاريخًا للطب النفسي الديناميكي، حيث يقدم مناقشات لشخصيات مثل الطبيب فرانز أنطون ميسمير، وسيغموند فرويد (مؤسس التحليل النفسي )، وعالم النفس بيير جانيت، والمعالج النفسي ألفريد أدلر، والطبيب النفسي كارل يونغ. ويناقش "شخصية الرواد وبيئتهم ودور بعض المرضى". 

## تاريخ النشر
تم نشر كتاب اكتشاف اللاوعي لأول مرة بواسطة بيسك بوكس عام 1970. 

## استقبال الكتاب
اكتشاف اللاوعي هو أهم كتاب ألفه إلينبرغر.  وصف عالم النفس، فرانك سولاوي، الكتاب بأنه عمل "مثقف بشكل مثير للإعجاب وإن كان مثيرًا للجدل أيضًا". وأرجع الفضل لإلينبرجر في القيام "بأكثر مما قام به أي طالب آخر عن حياة فرويد" للتشكيك في الادعاءات الكاذبة بخصوص إنجازات فرويد.  وصف المحلل النفسي جويل كوفيل الكتاب بأنه "مفيد بسبب طبيعته الموسوعية". ومع ذلك، فقد خلص إلى أنه ذو "قيمة نقدية قليلة أو تحليل تاريخي حقيقي". 
وصف عالم النفس هانز آيسنك كتاب اكتشاف اللاوعي بأنه "كلاسيكي" و "كتاب ممتاز يكشف النقاب عن العديد من الأساطير التي تراكمت حول فرويد".  اعتبر الناقد فريدريك كروز أن الكتاب جزء من مجموعة من الأبحاث التي تثبت أن فرويد "قد ضُلل بسبب اندفاعه نحو الشهرة البطولية". كتب كروز أن إيلينبرغر يكشف عن "الموقف المشتق والمثير للفضول للتحليل النفسي في الطب النفسي في القرن التاسع عشر"، مضيفًا أنه "لا يمكن لأي شخص يتأمل في مجمل رواية إيلينبرغر الساخرة بمهارة إلا ويخرج بشعور بأن التحليل النفسي كان ارتجالًا متغطرسًا. من جانب فرويد ".  عزا الطاقم أيضًا الفضل لإلينبرجر في فهم السيرة الذاتية لفرويد الذي "وضع معيارًا لا يزال العلماء المعاصرون يحاولون مطابقته"،  ومع مراجعة التقديرات القديمة لمستوى أصالة فرويد وتشجيع العلماء اللاحقين على التشكيك في الصلاحية العلمية التحليل النفسي. 
وصف المؤرخ بيتر جاي كتاب اكتشاف اللاوعي بأنه مفيد على الرغم من عدم تعاطف إلينبرغر مع فرويد.  وصف جاي الكتاب بأنه مجلد "تم بحثه بدقة" وكان أكثر شمولاً بكثير من كتاب لانسلوت لو وايت اللاوعي قبل فرويد (1960). وأضاف غاي أنه "على الرغم من أنه ليس أنيقًا، على الرغم من أنه عنيد وغير موثوق به دائمًا في أحكامه السريعة، إلا أنه مصدر غني للمعلومات". 
استخدم الطبيب النفسي أنتوني ستيفنز مفهوم "المرض الإبداعي" عند إلينبرغر لشرح عمل يونغ، وهي حالة نادرة تحدث بدايتها عادةً بعد فترة طويلة من العمل الفكري المكثف.  كتب المؤرخ بول روبنسون أن كتاب اكتشاف اللاوعي مهد الطريق لكثير من الانتقادات لفرويد لاحقًا في الثمانينيات.  وصف مؤرخ العلوم روجر سميث الكتاب بأنه "دراسة تاريخية قابلة للقراءة".  اعتبر عالم النفس لويس بريجر الكتاب "قيما للغاية". وقد عزا الفضل لإلينبرجر في وضع عمل فرويد في سياقه، بالإضافة إلى توفير مناقشات مضيئة لأدلر ويونغ وجانيت.  وصف الفيلسوف ميكيل بورش جاكوبسن وعالم النفس سونو شامداساني الكتاب بأنه "عمل ضخم". 

### فهرس
كتب
- Borch-Jacobsen، Mikkel؛ Shamdasani، Sonu (2012). The Freud Files: An Inquiry into the History of Psychoanalysis. Cambridge: مطبعة جامعة كامبريدج. ISBN:978-0-521-72978-9.
- Breger، Louis (2000). Freud: Darkness in the Midst of Vision. New York: وايلي (ناشر). ISBN:0-471-31628-8.
- Crews، Frederick (1996a). "Missing the Point about Freud". في Keddie، Nikki R. (المحرر). Debating Gender, Debating Sexuality. New York: مطبعة جامعة كامبريدج. ISBN:0-8147-4655-1.
- Crews، Frederick (1986). Skeptical Engagements. Oxford: دار نشر جامعة أكسفورد. ISBN:0-19-503950-5.
- Ellenberger، Henri F. (1970). The Discovery of the Unconscious: The History and Evolution of Dynamic Psychiatry. New York: بيزيك بوكس  [لغات أخرى]‏. مؤرشف من الأصل في 2022-11-14.{{استشهاد بكتاب}}:  صيانة الاستشهاد: علامات ترقيم زائدة (link)
- Eysenck، Hans (1986). Decline and Fall of the Freudian Empire. Harmondsworth: دار بنجوين للنشر. ISBN:0-14-022562-5.
- Gay، Peter (1995). Freud: A Life for Our Time. London: مكميلان للنشر. ISBN:0-333-48638-2.
- Gay، Peter (1986). The Bourgeois Experience Victoria to Freud. Volume II: The Tender Passion. New York: دار نشر جامعة أكسفورد. ISBN:0-19-503741-3.
- Kovel، Joel (1991). A Complete Guide to Therapy: From Psychoanalysis to Behaviour Modification. London: دار بنجوين للنشر. ISBN:0-14-013631-2.
- Micale، Mark S. (1993). "Preface and Acknowledgements". في Micale، Mark S. (المحرر). Beyond the Unconscious: Essays of Henri F. Ellenberger in the History of Psychiatry. Princeton, New Jersey: دار نشر جامعة برنستون. ISBN:0-691-08550-1.
- Robinson، Paul (1993). Freud and His Critics. Berkeley: دار نشر جامعة كاليفورنيا. ISBN:0-520-08029-7.
- Smith، Roger (1997). The Norton History of the Human Sciences. New York: دار دبيلو دبليو نورتون وشركاؤه  [لغات أخرى]‏. ISBN:0-393-31733-1.{{استشهاد بكتاب}}:  صيانة الاستشهاد: علامات ترقيم زائدة (link)
- Stevens، Anthony (1991). On Jung. London: دار بنجوين للنشر. ISBN:0-14-012494-2. مؤرشف من الأصل في 2022-04-07.
- Sulloway، Frank J. (1979). Freud, Biologist of the Mind: Beyond the Psychoanalytic Legend. New York: Burnett Books. ISBN:0-233-97177-7.

المجلات
- Crews، Frederick (1996b). "The Verdict on Freud". مجلة العلوم النفسية. ج. 7 ع. 2: 63–68. DOI:10.1111/j.1467-9280.1996.tb00331.x. S2CID:143453699.  – via EBSCO's Academic Search Complete (التسجيل مطلوب)